# 菊池侃二

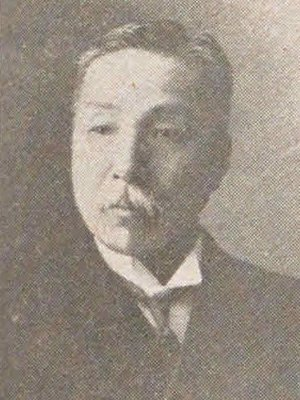
菊池侃二

菊池 侃二（きくち かんじ、1850年10月29日（嘉永3年9月24日） - 1932年（昭和7年）11月25日）は、日本の政治家、弁護士、教育者。大阪府知事、衆議院議員。幼名・九十郎。

## 経歴
加賀藩士・菊池九右衛門の長男として生まれる。藩主の近習を務めた。明治維新後に京都、東京で政治学、法律学を学ぶ。
1877年、大阪で弁護士となる。1881年、立憲政党の創設に参加。『日本立憲政党新聞』、『関西日報』の創刊に加わり、自由民権運動を推進した。1887年、大同団結運動に参加した。1890年7月、第1回衆議院議員総選挙で大阪府第五区に自由倶楽部から出馬し当選した。その他、大阪府会議員、大阪市会議員、大阪府立商業学校長も務めた。
1898年7月、第1次大隈内閣の成立後、大阪府知事に登用され、1902年2月まで在任。その後、弁護士に復帰。1908年5月、第10回総選挙で大阪府大阪市区に立憲政友会から出馬し当選。1912年5月、第11回総選挙で再選され、衆議院議員を通算3期務めた。所属政党を中正会に変更した。
1923年、羽衣高等女学校の初代校長となり、1931年2月まで務めた。

## 親族
- 菊池義郎 - 長男。駐チェコスロバキア公使